# ミラ・リャン
ミラ・リャン（英語: Mira Leung, 中国語: 梁美諾、1989年3月28日 - ）は、カナダ出身の女性フィギュアスケート選手。2006年トリノオリンピック女子シングルカナダ代表。中国系カナダ人。

## 経歴
1989年3月28日、バンクーバーに生まれる。3歳のときにスケートを始め、8歳のときには3回転サルコウおよび3回転トウループをマスターしたという。
初めて出場した国際大会は2000年3月に開催されたムラドストトロフィーで、同じくカナダのジョアニー・ロシェットとともに出場し、ノービス女子クラスで4位入賞を果たしている。2002-2003シーズンからは2シーズン連続でISUジュニアグランプリに参戦したもののメダル獲得までには至らなかった。
2004-2005シーズンより本格的にシニアクラスに移行し、ネーベルホルン杯では3位となりISUグランプリシリーズにも参戦。トリノオリンピックシーズンの2006年カナダ選手権ではジョアニー・ロシェットに次ぐ2位となり、トリノオリンピック女子シングルカナダ代表の座を勝ち取る。オリンピックでは3回転サルコウや2回転アクセルなどジャンプでミスがあったが、ショートプログラムとフリースケーティングの両方でパーソナルベストを出し12位となった。
2007-2008シーズンのグランプリシリーズは、スケートアメリカで5位、エリック・ボンパール杯でも5位となった。2008年カナダ選手権ではショートプログラムで2位、フリースケーティングではミスが目立ち4位となったものの総合では2位となり、3年連続で世界選手権代表に選出された。

## 技術
力強いジャンプと柔軟性を活かしたスピン、スパイラルを併せ持ち、左右両足でのビールマンスピンをこなす非常に稀な選手の1人でもある。ただ、ジャンプで回転不足を取られるなど安定していないことが上位に食い込めない要因となっている。

## 主な戦績
| 大会/年             | 2002-03 | 2003-04 | 2004-05 | 2005-06 | 2006-07 | 2007-08 | 2008-09 | 2009-10 |
| ------------------- | ------- | ------- | ------- | ------- | ------- | ------- | ------- | ------- |
| 冬季オリンピック    |         |         |         | 12      |         |         |         |         |
| 世界選手権          |         |         |         | 13      | 24      | 14      |         |         |
| 四大陸選手権        |         |         |         |         |         | 5       |         |         |
| カナダ選手権        | 14      | 5       | 3       | 2       | 2       | 2       | 6       | 棄権    |
| GPスケートアメリカ  |         |         |         | 6       | 8       | 5       | 7       |         |
| GP中国杯            |         |         | 7       |         |         |         | 11      |         |
| GPエリック杯        |         |         |         |         |         | 5       |         |         |
| GPスケートカナダ    |         |         | 7       | 6       | 6       |         |         |         |
| ネーベルホルン杯    |         |         | 3       |         |         |         |         |         |
| 世界Jr.選手権       |         |         | 8       |         |         |         |         |         |
| JGPスケートブレッド |         | 8       |         |         |         |         |         |         |
| JGPスロバキア       | 14      |         |         |         |         |         |         |         |

### 詳細
| 2009-2010 シーズン |                                            |      |          |      |      |
| 開催日             | 大会名                                     | 予選 | SP       | FS   | 結果 |
| 2010年1月15日-16日 | カナダフィギュアスケート選手権（ロンドン） | -    | 15 36.45 | 棄権 | -    |

| 2008-2009 シーズン  |                                                      |      |          |          |           |
| 開催日              | 大会名                                               | 予選 | SP       | FS       | 結果      |
| 2009年1月14日-18日  | カナダフィギュアスケート選手権（サスカトゥーン）     | -    | 6 48.76  | 8 81.67  | 6 130.43  |
| 2008年11月5日-9日   | ISUグランプリシリーズ 中国杯（北京）                 | -    | 10 40.76 | 11 73.29 | 11 114.05 |
| 2008年10月23日-26日 | ISUグランプリシリーズ スケートアメリカ（エバレット） | -    | 10 45.74 | 6 90.42  | 7 136.16  |

| 2007-2008 シーズン  |                                                      |      |          |          |           |
| 開催日              | 大会名                                               | 予選 | SP       | FS       | 結果      |
| 2008年3月17日-23日  | 2008年世界フィギュアスケート選手権（ヨーテボリ）     | -    | 14 50.69 | 14 89.90 | 14 140.59 |
| 2008年2月11日-17日  | 2008年四大陸フィギュアスケート選手権（高陽）         | -    | 7 53.01  | 6 104.35 | 5 157.36  |
| 2008年1月16日-20日  | カナダフィギュアスケート選手権（バンクーバー）       | -    | 2 58.24  | 4 103.86 | 2 162.10  |
| 2007年11月15日-18日 | ISUグランプリシリーズ エリック・ボンパール杯（パリ） | -    | 7 43.78  | 4 100.79 | 5 144.57  |
| 2007年10月25日-28日 | ISUグランプリシリーズ スケートアメリカ（レディング） | -    | 6 46.04  | 4 93.10  | 5 139.14  |

| 2006-2007 シーズン  |                                                          |      |          |          |           |
| 開催日              | 大会名                                                   | 予選 | SP       | FS       | 結果      |
| 2007年3月20日-25日  | 2007年世界フィギュアスケート選手権（東京）               | -    | 20 47.05 | 24 73.69 | 24 120.74 |
| 2007年1月15日-21日  | カナダフィギュアスケート選手権（ハリファックス）         | -    | 3 52.50  | 2 107.09 | 2 159.59  |
| 2006年11月2日-5日   | ISUグランプリシリーズ スケートカナダ（ビクトリア）       | -    | 6 52.14  | 7 98.78  | 6 150.92  |
| 2006年10月26日-29日 | ISUグランプリシリーズ スケートアメリカ（ハートフォード） | -    | 7 44.34  | 8 83.73  | 8 128.07  |

| 2005-2006 シーズン  |                                                                  |         |          |          |           |
| 開催日              | 大会名                                                           | 予選    | SP       | FS       | 結果      |
| 2006年3月19日-26日  | 2006年世界フィギュアスケート選手権（カルガリー）                 | 4 24.77 | 14 49.49 | 13 94.54 | 13 168.80 |
| 2006年2月10日-26日  | トリノオリンピック（トリノ）                                     | -       | 14 50.61 | 12 94.55 | 12 145.16 |
| 2006年1月9日-15日   | カナダフィギュアスケート選手権（オタワ）                         | 2 24.25 | 2 50.54  | 2 103.00 | 2 177.79  |
| 2005年10月27日-30日 | ISUグランプリシリーズ スケートカナダ（セントジョンズ）           | -       | 8 44.94  | 7 89.36  | 6 134.30  |
| 2005年10月20日-23日 | ISUグランプリシリーズ スケートアメリカ（アトランティックシティ） | -       | 5 47.48  | 8 78.34  | 6 125.82  |

| 2004-2005 シーズン   |                                                          |          |         |          |         |          |
| 開催日               | 大会名                                                   | クラス   | 予選    | SP       | FS      | 結果     |
| 2005年2月28日-3月6日 | 2005年世界ジュニアフィギュアスケート選手権（キッチナー） | ジュニア | 2 91.92 | 12 43.22 | 6 89.44 | 8 132.66 |
| 2005年1月17日-23日   | カナダフィギュアスケート選手権（ロンドン）               | シニア   | 3 22.21 | 6 41.35  | 3 92.83 | 3 156.39 |
| 2004年11月11日-14日  | ISUグランプリシリーズ 中国杯（北京）                     | シニア   | -       | 9 44.78  | 6 84.12 | 7 128.90 |
| 2004年10月28日-31日  | ISUグランプリシリーズ スケートカナダ（ハリファクス）     | シニア   | -       | 8 42.74  | 8 81.22 | 7 123.96 |
| 2004年9月2日-4日     | 2004年ネーベルホルン杯（オーベルストドルフ）             | シニア   | -       | 7 40.86  | 1 85.57 | 3 126.43 |

| 2003-2004 シーズン |                                                    |          |      |    |    |      |
| 開催日             | 大会名                                             | クラス   | 予選 | SP | FS | 結果 |
| 2004年1月5日-11日  | カナダフィギュアスケート選手権（エドモントン）     | シニア   | 3    | 3  | 6  | 5    |
| 2003年10月9日-12日 | ISUジュニアグランプリ スケートブレッド（ブレッド） | ジュニア | -    | 15 | 6  | 8    |

| 2002-2003 シーズン |                                                            |          |      |    |    |      |
| 開催日             | 大会名                                                     | クラス   | 予選 | SP | FS | 結果 |
| 2003年1月6日-12日  | カナダフィギュアスケート選手権（サスカトゥーン）           | シニア   | 8    | 18 | 14 | 14   |
| 2002年10月3日-6日  | ISUジュニアグランプリ スケートスロバキア（ブラチスラヴァ） | ジュニア | -    | 10 | 15 | 14   |

| 1999-2000 シーズン |                                        |          |      |    |    |      |
| 開催日             | 大会名                                 | クラス   | 予選 | SP | FS | 結果 |
| 2000年3月23日-24日 | 2000年ムラドストトロフィー（ザグレブ） | ノービス | -    | -  | -  | 4    |

## プログラム使用曲
| シーズン  | SP | FS |
| --------- | --- | --- |
| 2009-2010 | トランシルバニアの子守歌 映画『ヤング・フランケンシュタイン』より 作曲：ジョン・モリス 悪魔のダンス 映画『イーストウィックの魔女たち』より 作曲：ジョン・ウィリアムズ 振付：ローリー・ニコル                                      | 24の奇想曲 作曲：ニコロ・パガニーニ 振付：ローリー・ニコル |
| 2008-2009 | トランシルバニアの子守歌 映画『ヤング・フランケンシュタイン』より 作曲：ジョン・モリス 悪魔のダンス 映画『イーストウィックの魔女たち』より 作曲：ジョン・ウィリアムズ 振付：ローリー・ニコルラ・バヤデール 作曲：レオン・ミンクス | ピアノ協奏曲第2番 ピアノ協奏曲第3番 作曲：セルゲイ・ラフマニノフ |
| 2007-2008 | ラ・バヤデール 作曲：レオン・ミンクス映画『ピンク・パンサー』より 作曲：ヘンリー・マンシーニ | ピアノ協奏曲第2番 ピアノ協奏曲第3番 作曲：セルゲイ・ラフマニノフ |
| 2006-2007 | 映画『ピンク・パンサー』より 作曲：ヘンリー・マンシーニ自由 作曲：サントゥーリー・エトヘム・エフェンディ 演奏：女子十二楽坊 振付：ジョアン・マクラウド                                                                            | The Terracotta Warrior 作曲：Joseph Koo 振付：ジョアン・マクラウド |
| 2005-2006 | 自由 作曲：サントゥーリー・エトヘム・エフェンディ 演奏：女子十二楽坊 振付：ジョアン・マクラウド | The Terracotta Warrior 作曲：Joseph Koo映画『アレキサンダー』サウンドトラックより 作曲：ヴァンゲリスサロメの踊り 歌劇『サロメ (オペラ)』より 作曲：リヒャルト・シュトラウス                                        |
| 2004-2005 | Rachel's Song 映画『ブレードランナー』より 作曲：ヴァンゲリス 四季 作曲：アントニオ・ヴィヴァルディ | 火の鳥 作曲：イーゴリ・ストラヴィンスキー |
| 2003-2004 | Heaven And Earth by Ciu Lan, Hou Muren | 海賊 作曲：アドルフ・アダン くるみ割り人形 作曲：ピョートル・チャイコフスキー |
| 2002-2003 | Heaven And Earth by Ciu Lan, Hou Muren | 海賊 作曲：アドルフ・アダン くるみ割り人形 作曲：ピョートル・チャイコフスキーエキゾチカ 作曲：ルネ・デュプレ 映画『めぐり逢い』より 作曲：エンニオ・モリコーネ Reflections Of Earth 作曲：ギャビン・グリーナウェイ |